# Chaohu
Chaohu léase Cháo-Jú (en chino simplificado, 巢湖市; pinyin, Cháohú shì; literalmente, ‘lago Chao’) es una condado bajo la administración directa de la ciudad-prefectura de Hefei, provincia de Anhui, República Popular China, a orillas del lago Chao del cual toma su nombre. Limita al norte con Chuzhou, al sur con Wuhu, al oeste con el lago Chao y al este con Maanshan. Su área es de 2063 km² y su población es de 780 mil habitantes.

## Administración
La ciudad de Chaohu se divide en 11 poblados, 6 subdistritos y 1 villa:
- Poblados: Huáilín, Huáng lù, Lángānjí, Sūwān, Xiàgé, Sǎnbīng, Yínpíng, Zhègāo, Ba, Tóngyáng y Hōnghàn.
- Subdistritos: Yàfù, Tiānhé , Fènghuáng shān, Wòniúshān, Zhōng miào y Bàntāng
- Villas: Miaogang

## Historia
Chaohu tiene una larga historia, es una de las cunas de la civilización china. Entre 1982 a 1986, arqueólogos excavaron en una colina cercana y encontraron un occipital humano incompleto, dientes y huesos dispersos, de acuerdo con la morfología fósil, deberían pertenecer a los primeros Homo sapiens. Según los expertos data de alrededor de 200 a 160 mil años y por datación del calcio en los huesos podrían tener incluso más de 300 mil años.
Hay escritos con más de 3000 años que nombran la región, un libro de la dinastía Shang la describió como la frontera sur, en el periodo de Primaveras y Otoños (hace 472 años) se nombra en la conquista del Estado Chu. En la dinastía Han oriental, Cao Cao ocupa la región de Juchao bajo el reino de Wei. En la dinastía Jin Occidental el territorio de la antigua Juchao se divide bajo el condado Lujiang. En la dinastía Qin se erige como condado. Después del establecimiento de la República Popular China, el área administrativa de Chaohu fue establecida en 1949 y la ciudad de Chaohu se estableció en 1982.
El 22 de agosto de 2011 el gobierno de la provincia de Anhui degradó a Chaohu de prefectura a condado y fue absorbida por ciudades vecinas. La sede de gobierno de la antigua prefectura, el distrito Juchao (居巢区) pasó a llamarse Chaohu, ciudad a nivel de condado bajo la administración de Hefei.

## Geografía
La ciudad yace en la costa este del lago Chao, en la zona de desagüe, a orillas del río Yuxi (裕溪河) , a un promedio de 12 m s. n. m. El área urbana tiene un radio de 6 km y está rodeada por una sierra de las montañas Dabie.
La región está marcada por una zona de falla (郯庐断裂带) dirección oeste-este que genera sismos a un promedio de 10 km de profundidad.
Las formaciones geológicas subterráneas en Chaohu incluyen cuevas subterráneas, aguas termales, ríos, valles, llanuras, entre otras que datan del triásico. La gran cantidad de información geológica que se remonta a 250 millones ha atraído la atención de geólogos de todo el mundo.

## Clima
La ciudad tiene un clima norte subtropical de monzónico húmedo, con precipitaciones moderadas. La temperatura media más baja es enero con 2,4 a 2,8 °C, a su otro extremo es julio con alrededor de 28.2 ~ 28.4 °C. La temperatura media anual es de alrededor de 16 °C, temperatura mínima media anual de alrededor de -7,5 °C.
| Parámetros climáticos promedio de Chaohu (1971−2000) | Parámetros climáticos promedio de Chaohu (1971−2000) | Parámetros climáticos promedio de Chaohu (1971−2000) | Parámetros climáticos promedio de Chaohu (1971−2000) | Parámetros climáticos promedio de Chaohu (1971−2000) | Parámetros climáticos promedio de Chaohu (1971−2000) | Parámetros climáticos promedio de Chaohu (1971−2000) | Parámetros climáticos promedio de Chaohu (1971−2000) | Parámetros climáticos promedio de Chaohu (1971−2000) | Parámetros climáticos promedio de Chaohu (1971−2000) | Parámetros climáticos promedio de Chaohu (1971−2000) | Parámetros climáticos promedio de Chaohu (1971−2000) | Parámetros climáticos promedio de Chaohu (1971−2000) | Parámetros climáticos promedio de Chaohu (1971−2000) |
| Mes                                                  | Ene.                                                 | Feb.                                                 | Mar.                                                 | Abr.                                                 | May.                                                 | Jun.                                                 | Jul.                                                 | Ago.                                                 | Sep.                                                 | Oct.                                                 | Nov.                                                 | Dic.                                                 | Anual                                                |
| ---------------------------------------------------- | ---------------------------------------------------- | ---------------------------------------------------- | ---------------------------------------------------- | ---------------------------------------------------- | ---------------------------------------------------- | ---------------------------------------------------- | ---------------------------------------------------- | ---------------------------------------------------- | ---------------------------------------------------- | ---------------------------------------------------- | ---------------------------------------------------- | ---------------------------------------------------- | ---------------------------------------------------- |
| Temp. máx. abs. (°C)                                 | 19                                                   | 22                                                   | 27                                                   | 32                                                   | 36                                                   | 39                                                   | 43                                                   | 41                                                   | 37                                                   | 33                                                   | 26                                                   | 21                                                   | 43                                                   |
| Temp. máx. media (°C)                                | 6.9                                                  | 8.9                                                  | 13.4                                                 | 20.6                                                 | 25.9                                                 | 28.9                                                 | 32.2                                                 | 32.1                                                 | 27.4                                                 | 22.3                                                 | 15.9                                                 | 9.9                                                  | 20.4                                                 |
| Temp. media (°C)                                     | 3.2                                                  | 4.4                                                  | 9.5                                                  | 16.5                                                 | 21.4                                                 | 24.9                                                 | 29.8                                                 | 28.9                                                 | 23.1                                                 | 17.3                                                 | 11.4                                                 | 5.7                                                  | 16.3                                                 |
| Temp. mín. media (°C)                                | -0.2                                                 | 1.4                                                  | 5.5                                                  | 11.7                                                 | 17.1                                                 | 21.4                                                 | 25.0                                                 | 24.6                                                 | 19.7                                                 | 13.7                                                 | 7.2                                                  | 1.7                                                  | 12.4                                                 |
| Temp. mín. abs. (°C)                                 | -14                                                  | -9                                                   | -4                                                   | 0                                                    | 6                                                    | 10                                                   | 14                                                   | 10                                                   | 6                                                    | 0                                                    | -5                                                   | -11                                                  | -14                                                  |
| Precipitación total (mm)                             | 40.0                                                 | 54.5                                                 | 92.6                                                 | 87.4                                                 | 114.1                                                | 181.1                                                | 181.5                                                | 127.0                                                | 74.6                                                 | 66.7                                                 | 53.0                                                 | 26.4                                                 | 1098.9                                               |
| Días de precipitaciones (≥ 0.1 mm)                   | 9.0                                                  | 9.7                                                  | 13.1                                                 | 11.9                                                 | 11.5                                                 | 12.3                                                 | 11.8                                                 | 11.3                                                 | 9.4                                                  | 9.1                                                  | 7.8                                                  | 6.1                                                  | 123                                                  |
| Fuente: Weather China                                |                                                      |                                                      |                                                      |                                                      |                                                      |                                                      |                                                      |                                                      |                                                      |                                                      |                                                      |                                                      |                                                      |